# Salvatore Burruni

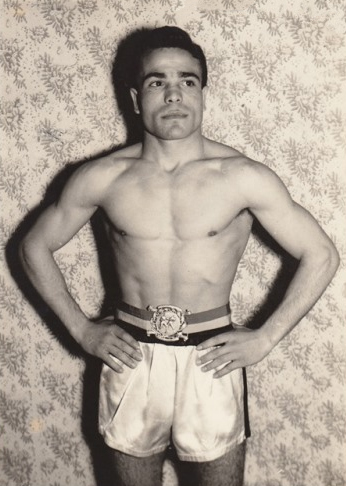
Salvatore Burruni (ca. 1965)

Salvatore Burruni (* 11. April 1933 in Alghero; † 30. März 2004 ebenda) war ein italienischer Boxer im Fliegengewicht. Er wurde von seinem Landsmann Umberto Branchini gemanagt.

## Profikarriere
Am 23. April 1965 boxte Burruni gegen Pone Kingpetch um die Weltmeistertitel der Verbände WBC und WBA und siegte einstimmig nach Punkten. Beide Titel verlor er jedoch im selben Jahr.
Zu seinen bekannten Siegen zählt ein 1965 in Rom errungener Punktsieg gegen Hiroyuki Ebihara.
Im Jahr 1969 beendete Burruni seine Karriere.